# Saint-Jean-Saint-Maurice-sur-Loire
Saint-Jean-Saint-Maurice-sur-Loire este o comună în departamentul Loire din sud-estul Franței. În 2009 avea o populație de 1.110 de locuitori.

## Evoluția populației
| An        | 1975 | 1982 | 1990  | 1999  | 2006  | 2009  |
| --------- | ---- | ---- | ----- | ----- | ----- | ----- |
| Populație | 743  | 985  | 1.061 | 1.022 | 1.079 | 1.110 |